# سینوس سیاهرگی
سینوس سیاهرگی یا جیب وریدی (انگلیسی: Sinus venosus) مخزن سیاهرگی عمومی در جنین اولیه است که به دیوار پسین دهلیز اولیه می‌چسبد.